# Caernarfon (zatoka)
Caernarfon (ang. Caernarfon Bay, dawn. Caernarvon Bay, wal. Bae Caernarfon) – zatoka na Morzu Irlandzkim u północno-zachodnich wybrzeży Walii, położona pomiędzy półwyspem Llŷn (Lleyn) a wyspą Anglesey.